# Stefan Cifolelli
Stefan Cifolelli (geboren in Antwerpen) ist ein belgischer Opernsänger der Stimmlage lyrischer Tenor.

## Leben und Werk
Cifolelli entstammt einer italienischen Familie. Er studierte am Königlichen Konservatorium in Brüssel (in der Klasse von Marcel Vanaud und Pascale Devreese) und wurde lange Jahre von seinem Lehrer Vittorio Terranova betreut. Während seines Studiums war er Mitglied des Opernstudios am Brüsseler Théâtre Royal de la Monnaie. Dort arbeitete er unter anderem mit den Regisseuren Willy Decker und Achim Freyer sowie den Dirigenten Alessandro De Marchi, René Jacobs und Kazushi Ōno. Er belegte weiters Meisterkurse bei Graham Johnson, Tom Krause, Luciano Pavarotti, Vera Rózsa und Sarah Walker.
Seine Karriere begann mit mehreren Rollen in Opern von Gioachino Rossini, nachdem der Sänger im Jahr 2011 vom Dirigenten Alberto Zedda an die Accademia Rossiniana in Pesaro eingeladen worden war. In vier Spielzeiten beim dortigen Rossini Festival und bei einem Gastspiel beim Rossini Festival in Wildbad verkörperte er kleinere und größere Rollen des Belcanto-Komponisten. Schritt für Schritt erarbeitete sich Cifolelli ein breites Repertoire insbesondere französischer und italienischer Opern seines Faches.
Neben Rossini-Rollen stellten in der Folge zwei Mozart-Partien wichtige Achsen seines Repertoires dar:
- Als Ferrando in Così fan tutte debütierte er – in einer Inszenierung von Alvis Hermanis – an der Komischen Oper Berlin, weiters auch an der Oper Köln und am Staatstheater am Gärtnerplatz in München.
- Den Don Ottavio im Don Giovanni übernahm er ebenfalls an der Komischen Oper, weiters am Theater Erfurt.

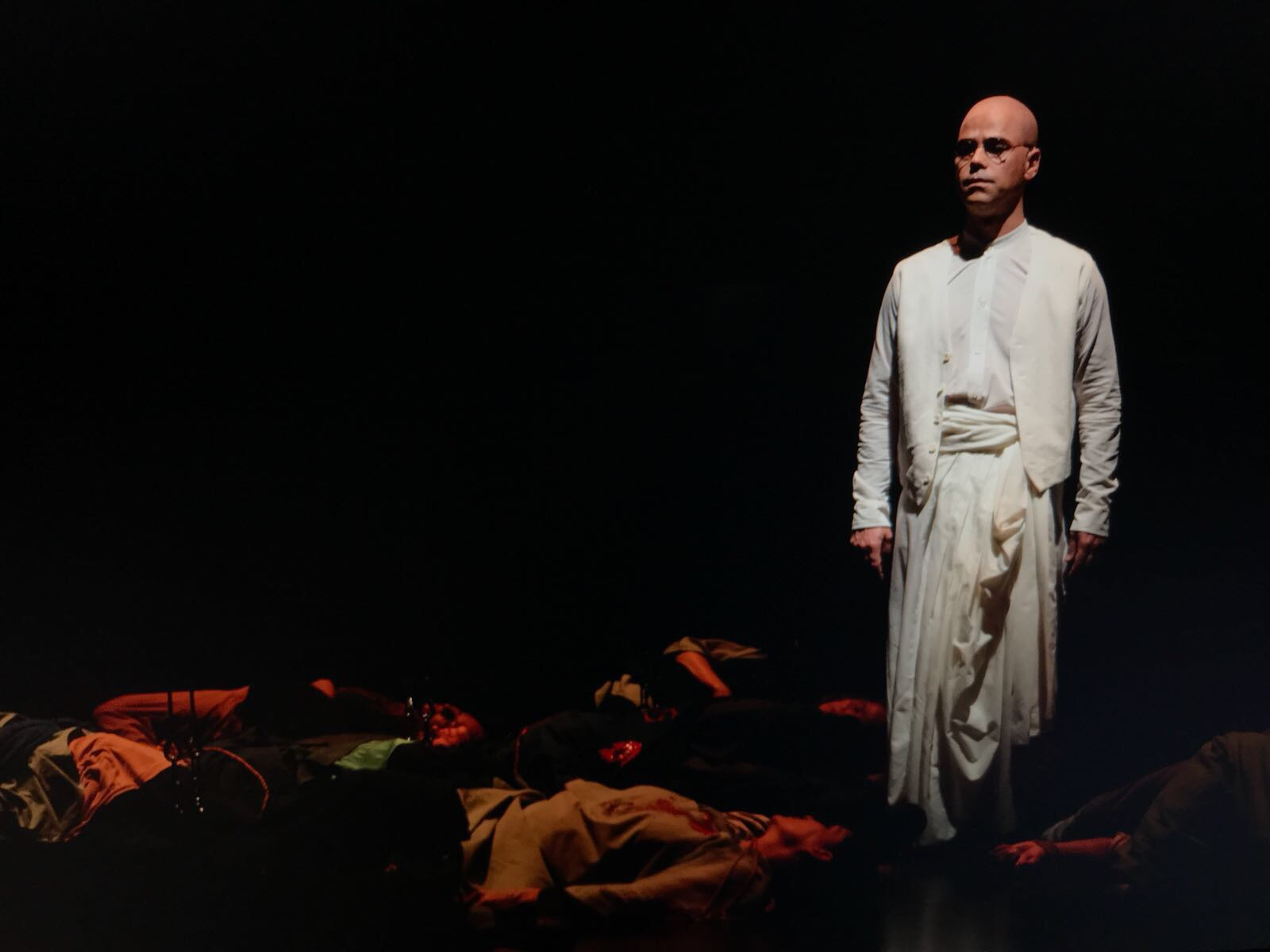
Stefan Cifolelli als Gandhi in Satyagraha
Komische Oper Berlin, Regie: Sidi Larbi Cherkaoui, Bühne: Henrik Ahr, Kostüme: Jan-Jan van Essche, Licht: Roland Edrich, Dirigent: Jonathan Stockhammer, Oktober 2017

Seit 2013 singt Cifolelli regelmäßig an der Komischen Oper in Berlin. Neben Ferrando und Don Ottavio verkörperte er dort den Paris und den Hierlinger Ferdinand in Ödön von Horváths Geschichten aus dem Wiener Wald, vertont von HK Gruber. Dieser Deutschen Erstaufführung im Mai 2016 folgte im Oktober 2017 die Rolle des Gandhi in der bejubelten Berliner Erstaufführung von Satyagraha von Philip Glass.
Weiters gastierte Cifolelli am Landestheater Niederbayern (als Elvino und Arturo), an der Opéra de Massy und der Opéra de Reims (als Harlekin und Soldat), an der Opéra Royal de Wallonie (als Fenton und Junker Spärlich), an der Wichita Grand Opera (als Rodolfo) und an der Staatsoper von Russe in Bulgarien (als Tonio und Faust). Er trat auch in Sofia und mehrfach beim Classic Openair Solothurn auf.
Cifonelli ist auch im Konzertsaal zu hören. 2011 gab er sein erstes Solo-Recital im Théâtre Royal de la Monnaie. 2012 übernahm er die Tenorpartie in Beethovens Messe in C-Dur – im Brüsseler Palais des Beaux-Arts (BOZAR).

## Rollen (Auswahl)
| Auber: - Alphonse in La muette de Portici Bellini: - Elvino in La sonnambula - Arturo in I puritani Bizet: - Nadir in Les pêcheurs de perles Donizetti: - Tonio in La fille du régiment - in Don Pasquale Glass: - M. K. Gandhi in Satyagraha Gounod: - Titelpartie in Faust Grétry: - Melktal in Guillaume Tell Lehár: - Prinz Sou-Chong in Das Land des Lächelns Mozart: - Don Ottavio in Don Giovanni - Ferrando in Così fan tutte - Tamino in Die Zauberflöte |  | Nicolai: - Junker Spärlich in Die lustigen Weiber von Windsor Offenbach: - Paris in La Belle Hélène - Bobinet Chicard in La vie parisienne Puccini - Rodolfo in La Bohème Rossini: - Conte Almaviva in Il barbiere di Siviglia - Giannetto und Isacco in La gazza ladra - Iroldo und Ernesto in Adelaide di Borgogna - Serano und Bertram in La donna del lago - Cancelliere in Bianca e Falliero Ullmann: - Harlekin und Soldat in Der Kaiser von Atlantis Verdi: - Fenton in Falstaff |

## Aufnahmen
- Grétry: Guillaume Tell (AEM)
- Rossini: Adelaide di Borgogna. 17. August 2006 (live, konzertant aus Pesaro): Riccardo Frizza (Dirigent), Orchestra Haydn di Bolzano e Trento, Prague Chamber Chorus. Daniela Barcellona (Ottone), Patrizia Ciofi (Adelaide), Lorenzo Regazzo (Berengario), José Manuel Zapata (Adelberto), Barbara Bargnesi (Eurice), Stefan Cifolelli (Iroldo und Ernesto). CD i. V.[3]:15347
- Rossini: Bianca e Falliero. August 2005 (Video, live vom Rossini Opera Festival Pesaro): Renato Palumbo (Dirigent), Jean-Louis Martinoty (Inszenierung), Orquesta Sinfonica de Galicia, Prager Kammerchor. Dario Benini (Priuli), Francesco Meli (Contareno), Carlo Lepore (Capellio), Jiri Prudic (Loredano), Daniela Barcellona (Falliero), María Bayo (Bianca), Ornella Bonomelli (Costanza), Stefan Cifolelli (Pisani), Karel Pajer (Amtsdiener und Offizier). Dynamic 33501 (2 DVD), Dynamic CDS 501/1-3 (3 CD).[3]:15381
- Rossini: La donna del lago. Oktober/November 2006 (live, konzertant vom Festival Rossini in Wildbad): Alberto Zedda (Dirigent), SWR Rundfunkorchester Kaiserslautern, Tübingen Festival Band, Prager Kammerchor. Sonja Ganassi (Elena), Marianna Pizzolato (Malcolm Groeme), Maxim Mironov (Uberto/Giacomo V), Wojtek Gierlach (Douglas d’Angus), Ferdinand von Bothmer (Rodrigo di Dhu), Stefan Cifolelli (Serano und Bertram), Olga Peretyatko (Albina). NAXOS 8.660235-36 (2 CD).[4]
- Rossini: La gazza ladra. August 2007 (Video, live vom Rossini Opera Festival Pesaro): Lü Jia (Dirigent), Orchestra Haydn di Bolzano e Trento, Prager Kammerchor. Paolo Bordogna (Fabrizio Vingradito), Kleopatra Papatheologou (Lucia), Dmitry Korchak (Giannetto), Mariola Cantarero (Ninetta), Alex Esposito (Fernando Villabella), Michele Pertusi (Gottardo), Manuela Custer (Pippo), Stefan Cifolelli (Isacco), Cosimo Panozzo (Antonio), Vittorio Prato (Giorgio), Matteo Ferrara (Ernesto und Amtsrichter). Dynamic 33567 (DVD).[5]